# Stockholms musikklasser
Stockholms musikklasser startade 1939 på initiativ av Hugo Hammarström och är de första musikklasserna i Sverige. Tanken var att ge musikintresserade elever möjlighet till extra skolning i sång, notläsning, körsång med mera. Enligt Hugo Hammarström handlade det inte så mycket om att utbilda musiker, utan fastmer om att skola framtidens musikpublik.
Stockholms musikklasser, fram till 1960 kallade ""Stockholms sångklasser", har verkat inom Adolf Fredriks skola, men har av olika skäl periodvis också haft filialverksamhet i skolor som Mariaskolan, Eriksdalsskolan och "Lilla Adolf Fredrik" på Dalagatan 18, på Hälsingegatan 2, i Vasa Real, samt i Försvarshögskolans gamla lokaler på Valhallavägen.
I början togs eleverna in efter särskilda intagningsprov till folkskolans årskurs 3, senare till grundskolans årskurs 4.
Innan enhetsskolan och grundskolan fanns, kunde man i stället för att gå i realskolan, istället följa något som kallades språkklasser, vilket var en förtäckt inbyggd realskola, då man följde dess läroplan. På så sätt fanns det en möjlighet att i dessa kommunala klasser gå vidare till gymnasiestudier trots att realskolan var en statlig angelägenhet. Särskilda musikklasser på gymnasiet inrättades först 1959 (se Stockholms Musikgymnasium).
Idag (2005) verkar musikklasserna i Adolf Fredriks skola under namnet Adolf Fredriks musikklasser.
Tanken med musikklasser har växt sig stark och idag har många kommuner inrättat musikklasser. Dock har musikklasser alltid levt ett osäkert liv, då det finns krafter som ser dem som en skola för elitelever. Senast 2005 väcktes förslag i riksdagen att förbjuda särskilda intagningsprov till utbildningar i grundskolan.